# يانيك سينر
يانيك سينر (مواليد 16 أغسطس 2001) هو لاعب كرة مضرب إيطالي حقق أفضل ترتيب له هو الأول.

## روابط خارجية
- يانيك سينر على موقع رابطة محترفي التنس (الإنجليزية)
- يانيك سينر على موقع الاتحاد الدولي لكرة المضرب (الإنجليزية)
- يانيك سينر على موقع كأس ديفيز (الإنجليزية)
- يانيك سينر على موقع خلاصة التنس.كوم (الإنجليزية)
- يانيك سينر على موقع إي إس بي إن.كوم (الإنجليزية)
- يانيك سينر على موقع اللجنة الأولمبية الدولية (الإنجليزية)
- يانيك سينر على موقع أوليمبيديا (الإنجليزية)
- يانيك سينر على موقع CONI honoured athlete website (الإيطالية)